# Fleur Huisman
Fleur Huisman (Voorhout, 7 oktober 2005) is een voetbalspeelster uit Nederland. Ze speelt als verdediger voor HB Køge in de Elitedivisionen.

## Clubcarrière
Huisman begon op vijfjarige leeftijd met voetballen bij VV Foreholte uit haar geboorteplaats. Na het seizoen 2020/21 ging Huisman onderdeel uitmaken van het Ajax talententeam. Stengs kwam uit voor Jong Ajax in de Vrouwen Eerste divisie. Met dit team werd ze in het seizoen 2022/23 kampioen van de eerste divisie, waardoor ze in het volgende seizoen met haar team mocht uitkomen in de KNVB Beker. Op 14 maart 2024 nam Huisman het met Jong Ajax in een historische KNVB-bekerwedstrijd op tegen het eerste elftal van Ajax. Huisman begon dit duel in de basis en verloor uiteindelijk met 1-5.
Op 6 juli 2024 werd bekend dat Huisman de overstap maakte naar het Deense HB Køge. Lisa Stengs had eerder dezelfde overstap van het Ajax-talententeam naar de Deense club gemaakt. Huisman maakte op 9 augustus 2024 haar debuut in de Elitedivisionen voor HB Køge door in de 75ste minuut in te vallen in een uitwedstrijd tegen Boldklubben 93.

## Statistieken
| Seizoen | Club      | Competitie             | Competitie | Competitie | Beker | Beker | Overig | Overig | Totaal | Totaal |
| Seizoen | Club      | Competitie             | Wed.       | Dlp.       | Wed.  | Dlp.  | Wed.   | Dlp.   | Wed.   | Dlp.   |
| ------- | --------- | ---------------------- | ---------- | ---------- | ----- | ----- | ------ | ------ | ------ | ------ |
| 2023/24 | Jong Ajax | Vrouwen Eerste divisie | ?          | ?          | 2     | 0     | 0      | 0      | 2      | 0      |
| 2024/25 | HB Køge   | Elitedivisionen        | 4          | 0          | 0     | 0     | 0      | 0      | 4      | 0      |
| Totaal  | Totaal    | Totaal                 | 4          | 0          | 2     | 0     | 0      | 0      | 6      | 0      |

Bijgewerkt t/m 1 september 2024.

## Interlandcarrière
Huisman werd in juli 2021 opgenomen in de selectie van Nederland -16 voor het Nordic Tournament, maar moest door een blessure afzeggen Een debuut voor Nederland -16 bleef daarna uit. Datzelfde jaar maakte Huisman wel haar debuut voor Nederland -17 door in de 76ste minuut in te vallen voor Melissa Schilder in een wedstrijd tegen België -17.